# Jag tror på en Gud, en enda
Jag tror på en Gud, en enda är en psalm med text och musik skriven av Tomas Boström år 1992. Psalmen innehåller tre verser.

## Publicerad i
- Hela familjens psalmbok 2013 som nummer 44 under rubriken "Vi tror".[2]
- Psalmer i 90-talet som nummer 810 under rubriken "Fader, Son och Ande".
- Psalmer och Sånger 1987 som nummer 794 under rubriken "Fader, Son och Ande - Treenigheten".[1]
- Verbums psalmbokstillägg 2003 som nummer 711 under rubriken "Lovsång och tillbedjan".